# Stefan Simma
Stefan Simma (* 17. August 1979 in Lingenau) ist ein österreichischer Landespolitiker (ÖVP) und war Abgeordneter zum Vorarlberger Landtag in dessen 28. Legislaturperiode.
Simma ist gelernter Tischlermeister, verheiratet und wohnhaft in der Bregenzerwälder Gemeinde Egg.

## Politisches Wirken
Durch seine frühen Aktivitäten in der Jungen Volkspartei Bregenzerwald konnte Simma sich in der politischen Landschaft Vorarlbergs etablieren. Im Jahr 2005 wurde Simma Gemeindevertreter in seiner Heimatgemeinde Egg. Am 6. Juni 2007 folgte er dem sich aus der Landespolitik zurückziehenden Walter Lingg auf dessen Landtagsmandat nach. 
Im 28. Vorarlberger Landtag war Simma der jüngste Abgeordnete und für die ÖVP-Fraktion als Bereichssprecher für Wasserwirtschaft tätig. Zudem war er Mitglied im Energiepolitischen Ausschuss, im Finanzausschuss, im Landwirtschaftlichen Ausschuss, im Sportausschuss und im Umweltausschuss sowie Ersatzmitglied in vier weiteren Ausschüssen. Nach der Landtagswahl in Vorarlberg 2009 schied Stefan Simma aus dem Landtag aus.